# Phillipp Mwene
Phillipp Mwene (Wenen, 29 januari 1994) is een Oostenrijks-Keniaans voetballer die doorgaans speelt als rechtsback. In augustus 2023 verruilde hij PSV voor Mainz 05. Mwene maakte in 2021 zijn debuut in het Oostenrijks voetbalelftal.

## Clubcarrière
Mwene speelde in de jeugd van Austria Wien en stapte in 2010 over naar de opleiding van VfB Stuttgart. Deze doorliep hij en tussen 2013 en 2016 speelde de verdediger voor het belofteteam van de club. In de zomer van 2016 verkaste Mwene naar 1. FC Kaiserslautern. Bij die club tekende hij voor twee seizoenen. Met Kaiserslautern speelde de Oostenrijker twee seizoenen in de 2. Bundesliga. In zijn tweede seizoen bij de club degradeerde Kaiserslautern naar de 3. Liga, maar hij maakte zelf een promotie naar de Bundesliga. Mainz 05 nam de verdediger transfervrij over. Hij zette zijn handtekening onder een verbintenis voor de duur van drie seizoenen.
In de zomer van 2021 verliep zijn contract bij Mainz. Hierop tekende hij transfervrij bij PSV. Gedurende de eerste helft van het seizoen 2021/22 was Mwene onder coach Roger Schmidt een vaste waarde in het basiselftal. Tijdens een wedstrijd tegen Maccabi Tel Aviv in februari 2022 raakte hij geblesseerd na een tik aan zijn knie. Hij moest vijf maanden met een blessure toekijken, voor hij in een oefenduel met Real Betis zijn rentree maakte en ook direct scoorde. In augustus 2023 keerde Mwene terug naar Mainz 05, waar hij voor drie jaar tekende.

## Clubstatistieken
| Seizoen | Club                 | Competitie    | Competitie | Competitie | Beker | Beker | Internationaal | Internationaal | Totaal | Totaal |
| Seizoen | Club                 | Competitie    | Wed.       | Dlp.       | Wed.  | Dlp.  | Wed.           | Dlp.           | Wed.   | Dlp.   |
| ------- | -------------------- | ------------- | ---------- | ---------- | ----- | ----- | -------------- | -------------- | ------ | ------ |
| 2016/17 | 1. FC Kaiserslautern | 2. Bundesliga | 34         | 0          | 1     | 0     | —              | —              | 35     | 0      |
| 2017/18 | 1. FC Kaiserslautern | 2. Bundesliga | 31         | 4          | 2     | 0     | —              | —              | 33     | 4      |
| 2018/19 | Mainz 05             | Bundesliga    | 6          | 0          | 1     | 1     | —              | —              | 7      | 1      |
| 2019/20 | Mainz 05             | Bundesliga    | 4          | 0          | 0     | 0     | —              | —              | 4      | 0      |
| 2020/21 | Mainz 05             | Bundesliga    | 20         | 1          | 0     | 0     | —              | —              | 20     | 1      |
| 2021/22 | PSV                  | Eredivisie    | 19         | 3          | 4     | 0     | 12             | 0              | 35     | 3      |
| 2022/23 | PSV                  | Eredivisie    | 25         | 0          | 3     | 0     | 10             | 0              | 38     | 0      |
| 2023/24 | Mainz 05             | Bundesliga    | 23         | 1          | 0     | 0     | —              | —              | 23     | 1      |
| 2024/25 | Mainz 05             | Bundesliga    | 32         | 1          | 2     | 0     | —              | —              | 34     | 1      |
| Totaal  | Totaal               | Totaal        | 194        | 10         | 13    | 1     | 22             | 0              | 229    | 11     |

Bijgewerkt op 20 juni 2025.

## Interlandcarrière
Mwene werd in mei 2021 door bondscoach Franco Foda opgenomen in de voorselectie van het Oostenrijks voetbalelftal voor het uitgestelde EK 2020. Op dat moment had hij nog geen interlands achter zijn naam staan. Toen vijf dagen later de definitieve selectie bekend werd, was Mwene een van de vier afvallers. Mwene maakte zijn interlanddebuut op 4 september 2021, toen een kwalificatiewedstrijd voor het WK 2022 gespeeld werd tegen Israël. De Oostenrijkers Christoph Baumgartner en Marko Arnautović scoorden, maar door goals van Manor Solomon, Moanes Dabour, Eran Zahavi (tweemaal) en Shon Weissman werd met 5–2 verloren. Mwene mocht van Foda in de basis beginnen en speelde het gehele duel mee.
In mei 2024 werd Mwene door bondscoach Ralf Rangnick opgenomen in de voorselectie van Oostenrijk voor het EK 2024 in Duitsland. Later haalde hij ook de definitieve selectie. Op het toernooi overleefde Oostenrijk de groepsfase na een nederlaag tegen Frankrijk (0–1) en overwinningen op Polen (1–3) en Nederland (2–3). In de achtste finales was Turkije met 1–2 te sterk. Mwene speelde in drie duels mee op het EK. Zijn toenmalige clubgenoot Silvan Widmer (Zwitserland) was ook actief op het toernooi.
| Interlands van Phillipp Mwene voor Oostenrijk | Interlands van Phillipp Mwene voor Oostenrijk | Interlands van Phillipp Mwene voor Oostenrijk | Interlands van Phillipp Mwene voor Oostenrijk | Interlands van Phillipp Mwene voor Oostenrijk | Interlands van Phillipp Mwene voor Oostenrijk | Interlands van Phillipp Mwene voor Oostenrijk |
| №                                             | Datum                                         | Wedstrijd                                     | Uitslag                                       | Competitie                                    | Goals                                         |                                               |
| Als speler bij PSV                            | Als speler bij PSV                            | Als speler bij PSV                            | Als speler bij PSV                            | Als speler bij PSV                            | Als speler bij PSV                            | Als speler bij PSV                            |
| --------------------------------------------- | --------------------------------------------- | --------------------------------------------- | --------------------------------------------- | --------------------------------------------- | --------------------------------------------- | --------------------------------------------- |
| 1                                             | 4 september 2021                              | Israël – Oostenrijk                           | 5 – 2                                         | WK 2022 kwalificatie                          |                                               |                                               |
| 2                                             | 16 november 2022                              | Andorra – Oostenrijk                          | 0 – 1                                         | Vriendschappelijk                             |                                               |                                               |
| 3                                             | 20 november 2022                              | Oostenrijk – Italië                           | 2 – 0                                         | Vriendschappelijk                             |                                               |                                               |
| 4                                             | 24 maart 2023                                 | Oostenrijk – Azerbeidzjan                     | 4 – 1                                         | EK 2024 kwalificatie                          |                                               |                                               |
| 5                                             | 27 maart 2023                                 | Oostenrijk – Estland                          | 2 – 1                                         | EK 2024 kwalificatie                          |                                               |                                               |
| 6                                             | 17 juni 2023                                  | België – Oostenrijk                           | 1 – 1                                         | EK 2024 kwalificatie                          |                                               |                                               |
| 7                                             | 20 juni 2023                                  | Oostenrijk – Zweden                           | 2 – 0                                         | EK 2024 kwalificatie                          |                                               |                                               |
| Als speler bij Mainz 05                       |                                               |                                               |                                               |                                               |                                               |                                               |
| 8                                             | 12 september 2023                             | Zweden – Oostenrijk                           | 1 – 3                                         | EK 2024 kwalificatie                          |                                               |                                               |
| 9                                             | 21 november 2023                              | Oostenrijk – Duitsland                        | 2 – 0                                         | Vriendschappelijk                             |                                               |                                               |
| 10                                            | 23 maart 2024                                 | Slowakije – Oostenrijk                        | 0 – 2                                         | Vriendschappelijk                             |                                               |                                               |
| 11                                            | 26 maart 2024                                 | Oostenrijk – Turkije                          | 6 – 1                                         | Vriendschappelijk                             |                                               |                                               |
| 12                                            | 8 juni 2024                                   | Zwitserland – Oostenrijk                      | 6 – 1                                         | Vriendschappelijk                             |                                               |                                               |
| 13                                            | 17 juni 2024                                  | Oostenrijk – Frankrijk                        | 0 – 1                                         | EK 2024                                       |                                               |                                               |
| 14                                            | 21 juni 2024                                  | Polen – Oostenrijk                            | 1 – 3                                         | EK 2024                                       |                                               |                                               |
| 15                                            | 2 juli 2024                                   | Oostenrijk – Turkije                          | 1 – 2                                         | EK 2024                                       |                                               |                                               |
| 16                                            | 6 september 2024                              | Slovenië – Oostenrijk                         | 1 – 1                                         | Nations League 2024/25                        |                                               |                                               |
| 17                                            | 9 september 2024                              | Noorwegen – Oostenrijk                        | 2 – 1                                         | Nations League 2024/25                        |                                               |                                               |
| 18                                            | 13 oktober 2024                               | Oostenrijk – Noorwegen                        | 5 – 1                                         | Nations League 2024/25                        |                                               |                                               |
| 19                                            | 14 november 2024                              | Kazachstan – Oostenrijk                       | 0 – 2                                         | Nations League 2024/25                        |                                               |                                               |
| 20                                            | 17 november 2024                              | Oostenrijk – Slovenië                         | 1 – 1                                         | Nations League 2024/25                        |                                               |                                               |
| 21                                            | 20 maart 2025                                 | Oostenrijk – Servië                           | 1 – 1                                         | Nations League 2024/25                        |                                               |                                               |
| 22                                            | 23 maart 2025                                 | Servië – Oostenrijk                           | 2 – 0                                         | Nations League 2024/25                        |                                               |                                               |
| 23                                            | 7 juni 2025                                   | Oostenrijk – Roemenië                         | 2 – 1                                         | WK 2026 kwalificatie                          |                                               |                                               |

Bijgewerkt op 20 juni 2025.

## Erelijst
| KNVB Beker           | 2 | 2021/22, 2022/23 |
| Johan Cruijff Schaal | 3 | 2021, 2022, 2023 |